# 罗德·福斯特
罗德里克·艾伦·福斯特（英語：Roderick Allen Foster，1960年10月10日—），美国NBA联盟前职业篮球运动员。他在1983年的NBA选秀中第2轮第4顺位被菲尼克斯太阳选中。